# Einar Sundström
Hans Einar Sundström, född 13 juni 1885 i Stockholm, död 7 januari 1968, var en svensk musikforskare.
Sundström blev fil. lic. 1912 och amanuens vid Kungliga Biblioteket samma år och förste bibliotekarie där 1930–1950. Han var även bibliotekarie vid Ecklesiastikdepartementet 1914–1941. Sundström var en av initiativtagare till Svenska samfundet för musikforskning 1919. Han var medlem av redaktionen för Sohlmans musiklexikon (första upplagan) och musikrecensent i Stockholms Dagblad och Stockholms-Tidningen.
Sundström invaldes den 28 april 1941 som ledamot nr 632 av Kungliga Musikaliska Akademien och tilldelades Medaljen för tonkonstens främjande 1960.